# 1993–1994-es Szlovák Extraliga-szezon
Az 1993–1994-es Szlovák Extraliga-szezon a Szlovák Extraliga első szezonja volt Csehszlovákia felbomlása után. A bajnoki címet a Dukla Trenčín szerezte meg, 3:2-re győzve le a HC Košice-t a három győztes meccsig játszott döntősorozatban. A bajnokságból a ZTK Zvolen esett ki, helyére a következő szezonra az MHK Spartak Dubnica nad Váhom jutott fel.

## Alapszakasz
|  | A csapat bejutott a rájátszásba |

| Poz. | Csapat                  | M  | P  | Gy | D  | V  | GA      | +/– |
| ---- | ----------------------- | -- | -- | -- | -- | -- | ------- | --- |
| 1    | Dukla Trenčín           | 36 | 54 | 25 | 4  | 7  | 151:88  | +63 |
| 2    | HC Košice               | 36 | 51 | 22 | 7  | 7  | 164:93  | +71 |
| 3    | HC Slovan Bratislava    | 36 | 48 | 21 | 6  | 9  | 124:93  | +31 |
| 4    | Martimex ZŤS Martin     | 36 | 38 | 14 | 10 | 12 | 106:100 | +6  |
| 5    | HC Nitra                | 36 | 38 | 16 | 6  | 14 | 108:102 | +6  |
| 6    | ŠKP PS Poprad           | 36 | 34 | 15 | 4  | 17 | 106:111 | –5  |
| 7    | HK Spišská Nová Ves     | 36 | 30 | 11 | 8  | 17 | 94:122  | –28 |
| 8    | ZPA Prešov              | 36 | 28 | 11 | 6  | 19 | 96:131  | –35 |
| 9    | HK 32 Liptovský Mikuláš | 36 | 27 | 11 | 5  | 20 | 109:133 | –24 |
| 10   | ZTK Zvolen              | 36 | 12 | 4  | 4  | 28 | 91:176  | –85 |

### Az alapszakasz legeredményesebb játékosai
| Poz. | Játékos            | Csapat               | Mérkőzések száma | Gólok | Gólpasszok | Pontok |
| ---- | ------------------ | -------------------- | ---------------- | ----- | ---------- | ------ |
| 1.   | Miroslav Šatan     | Dukla Trenčín        | 39               | 42    | 22         | 64     |
| 2.   | Roman Kontšek      | Dukla Trenčín        | 38               | 28    | 31         | 59     |
| 3.   | Peter Veselovsky   | HC Košice            | 44               | 17    | 28         | 45     |
| 4.   | Vlastimil Plavucha | HC Košice            | 45               | 30    | 14         | 44     |
| 5.   | Josef Petho        | HC Slovan Bratislava | 41               | 18    | 25         | 43     |
| 6.   | Lubomir Rybovic    | HC Košice            | 46               | 21    | 20         | 41     |
| 7.   | Jozef Daňo         | Dukla Trenčín        | 38               | 15    | 26         | 41     |
| 8.   | Dušan Pohorelec    | HC Slovan Bratislava | 44               | 17    | 21         | 38     |
| 9.   | Pavol Zubek        | HC Košice            | 43               | 15    | 22         | 37     |
| 10.  | Karol Rusznyák     | HC Slovan Bratislava | 41               | 19    | 17         | 36     |

## Rájátszás
|  | Elődöntők            | Elődöntők            | Elődöntők |   |                     | Döntő                | Döntő                | Döntő |
|  |                      |                      |           |   |                     |                      |                      |       |
|  |                      |                      |           |   |                     |                      |                      |       |
|  | Dukla Trenčín        | Dukla Trenčín        | 3         |   |                     |                      |                      |       |
|  | Martimex ZŤS Martin  | Martimex ZŤS Martin  | 1         |   |                     |                      |                      |       |
|  |                      |                      |           |   |                     |                      |                      |       |
|  |                      |                      |           |   |                     |                      |                      |       |
|  |                      |                      |           |   | Dukla Trenčín       | Dukla Trenčín        | 3                    |       |
|  |                      | HC Košice            | HC Košice | 2 |                     |                      |                      |       |
|  |                      |                      |           |   |                     |                      |                      |       |
|  |                      |                      |           |   |                     |                      |                      |       |
|  |                      |                      |           |   |                     | 3. helyért           |                      |       |
|  |                      |                      |           |   |                     |                      |                      |       |
|  | HC Košice            | HC Košice            | 3         |   | Martimex ZŤS Martin | Martimex ZŤS Martin  | 2                    |       |
|  | HC Slovan Bratislava | HC Slovan Bratislava | 2         |   |                     | HC Slovan Bratislava | HC Slovan Bratislava | 1     |

az eredmények a győztes mérkőzések számát jelzik a sorozatban

### Elődöntők
- Dukla Trenčín – Martimex ZŤS Martin 3:1 (7:2, 4:2, 2:3, 3:1)
- HC Košice – HC Slovan Bratislava 3:2 (7:4, 1:2, 5:2, 1:2, 4:1)

### 3. helyért
- HC Slovan Bratislava – Martimex ZŤS Martin 1:2 (7:1, 1:4, 3:4)

### Döntő
- Dukla Trenčín – HC Košice 3:2 (2:3 h. u., 4:1, 5:6, 3:2 sz. u., 5:1)